# Culpeper
Culpeper ist eine Stadt und Sitz der Countyverwaltung (County Seat) des Culpeper County im US-Bundesstaat Virginia.

## Demografie
Laut dem United States Census 2020 hatte Culpeper 20.062 Einwohner.

## Lage
Culpeper liegt im Norden Virginias im Rappahannock-River-Talbecken und hat Anschluss an die United States Highways 15, 29 und 522.

## Geschichte

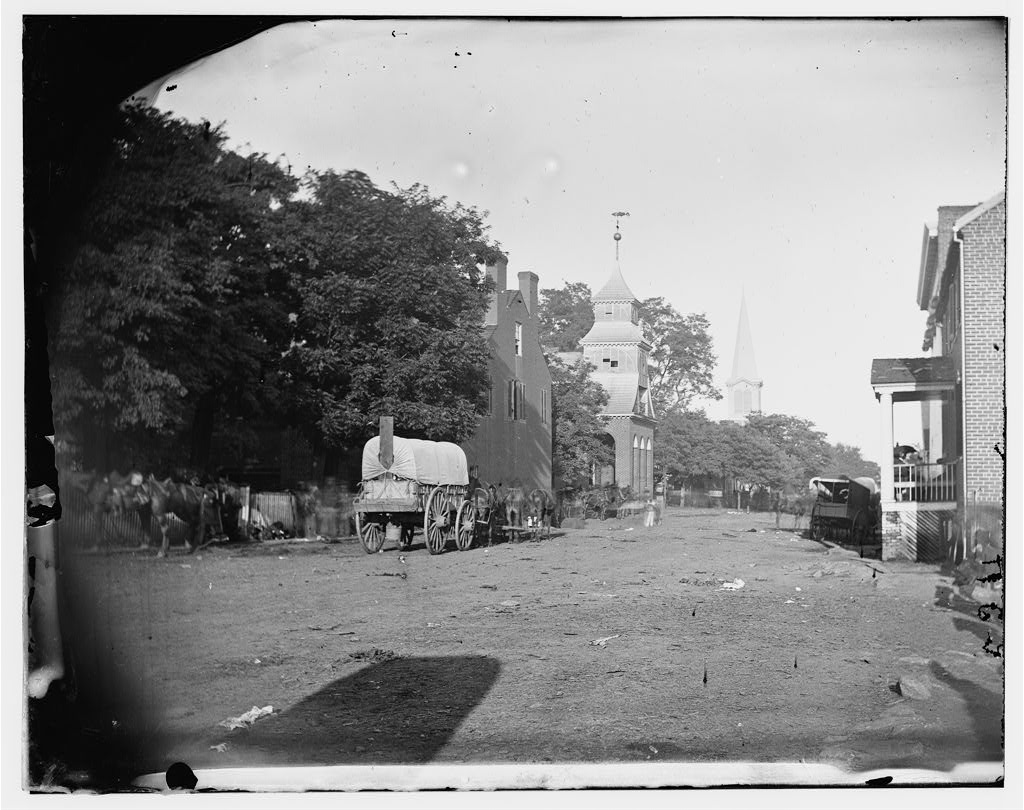
Gerichtsgebäude von Culpeper, 1862

Im Jahr 1759 gründete die erste gesetzgebende Versammlung der Neuen Welt, das Virginia House of Burgesses, die Stadt unter dem damaligen Namen Fairfax. Da jedoch wenig später das Postbüro unter dem Namen Culpeper Court House entstand und es auch noch Fairfax Court House und Fairfax Station im Fairfax County gab, wurde die Stadt 1870 offiziell in Culpeper umbenannt. Während des Amerikanischen Unabhängigkeitskrieges waren es die 1775 in Culpeper gegründeten Minutemen, die für die Unabhängigkeit kämpften. Auch ein Jahrhundert später im Sezessionskrieg war Culpeper aufgrund seiner strategisch guten Lage und seiner Anbindung an das Eisenbahnnetz der Orange and Alexandria Railroad (seit 1852) sowohl von den Nord- als auch von den Südstaaten besetzt und die Minutemen kämpften auch hier erneut. Während des Sezessionskrieges wurden in Culpeper viele Dokumente zerstört, was dazu führte, dass heutzutage nur wenige Fakten über die Zeit im 18. Jahrhundert bekannt sind.
Am 20. September 1866, ein Jahr nach Beendigung des Bürgerkrieges, erhielt der Lehrer James R. Nichols erstmals die Erlaubnis, Unterricht für Amerikaner afrikanischer Abstammung zu halten. Die erste öffentliche Schule der Stadt wurde 1871 eingeweiht. Da die Eisenbahngleise in und um Culpeper keinen Schaden aus dem Krieg davongetragen hatten, konnte sich die Wirtschaft recht schnell erholen. Neben landwirtschaftlichen Gütern gewannen nun auch Konsumgüter an Bedeutung für die Stadt. Diese Entwicklung ging einher mit einer flächenmäßigen Erweiterung der Stadt und so entstand eine Reihe von Hotels und Geschäften. Die erste Feuerwehr wurde 1888 organisiert und Anschluss an das Telefonnetz erhielt die Stadt 1894.
Nachdem 1903 die Elektrizität in die Region Einzug erhalten hatte, wurde 1933 das örtliche Kraftwerk errichtet und in Betrieb genommen. Nach dem Zweiten Weltkrieg wurden im Zuge zunehmender Technisierung viele Unternehmen in Culpeper ansässig. Änderungen in der Infrastruktur, beispielsweise das Vorbeiführen des U.S. Highways 29 am Süden der Stadt veränderten auch das Gesicht von Culpeper. Die Einwohner zogen eher Weg vom Stadtkern und hin zu den Außengebieten. So hat sich Culpeper im 20. Jahrhundert mehr zu einer Art Trabantenstadt für den geschäftigeren Norden Virginias und Washington, D.C. herausgebildet. Bis zum Jahr 2000 wurden schließlich mehr als neun Millionen US-Dollar in die Restaurierung des Stadtkerns investiert, um ihn ökonomisch wieder attraktiver zu machen. Die Wirtschaft stützt sich heute aufgrund ihrer bedeutenden Geschichte zum großen Teil auf den Tourismus.
Vor Ort befinden sich heute mehrere Kirchen, darunter die Cedar Run Baptist Church.

## Söhne und Töchter der Stadt
- William Morgan (* 1774–unbekannt), Maurer und Steinmetz
- Ambrose Powell Hill (1825–1865), General der Konföderierten Armee
- Cary Travers Grayson (1878–1938), Konteradmiral und Arzt bei der United States Navy
- Eppa Rixey (1891–1963), Profi-Baseballspieler
- Victor Fray Marshall (1913–2001), Urologe
- Keith Jennings (* 1968), Basketballtrainer und Ex-Profispieler in der NBA

## Sonstiges
- Culpeper ist einer der Firmensitze der Genossenschaft SWIFT.